# Tenis klub Split
Tenis klub Split, hrvatski teniski klub iz Splita. Nalazi se na adresi Put Firula 18. Klub je iznjedrio mnoge poznate tenisače iz svjetskog vrha, poput Nikole Pilića, Željka Franulovića, Gorana Ivaniševića, Marija Ančića, Mate Pavića i Petre Martić. TK Split je bio državni prvak u momčadskoj konkurenciji.

## Vanjske poveznice
- Službena stranica
- Facebook